# Lista de nós (matemática)
Esta lista contém nós no sentido matemático. Para uma lista de nós no sentido usual do termo, veja lista de nós.
Nesta lista estão todos os nós com 7 ou menos cruzamentos.

## 0 cruzamentos
- 0,1, ou nó trivial

A circunferência é o nó elementar, isto é, trivial, cujo comprimento é pi vezes o diâmetro.

## 3 cruzamentos
- 3,1, ou nó de trevo

## 4 cruzamentos
- 4,1, ou nó figura oito

## 5 cruzamentos
- 5,1
- 5,2

## 6 cruzamentos
- 6,1
- 6,2
- 6,3

## 7 cruzamentos
- 7,1
- 7,2
- 7,3
- 7,4
- 7,5
- 7,6
- 7,7

## Outros ficheiros
- Tabela de nós
- Desafio dos nós

## Ligações exteriores
- Knot Atlas (em inglês)